# Nyúl Vilmos
Nyúl Vilmos (1901. november 13. – 1953. október 31.) válogatott labdarúgó, fedezet. Ötszörös magyar bajnok. Testvére Nyúl Ferenc szintén válogatott labdarúgó. A sportsajtóban Nyúl II néven volt ismert.

## Pályafutása

### Klubcsapatban
Az MTK labdarúgója volt. Ötszörös magyar bajnok a csapattal. Szívós, megbízható játékos volt. Inkább a védekezésben nyújtott kiemelkedő teljesítményt.

### A válogatottban
1924 és 1925 között három alkalommal szerepelt a válogatottban.

## Sikerei, díjai
- Magyar bajnokság
  - bajnok: 1918–19, 1920–21, 1922–23, 1923–24, 1924–25

## Statisztika

### Mérkőzései a válogatottban
| Magyarország | Magyarország         | Magyarország              | Magyarország  | Magyarország | Magyarország | Magyarország | Magyarország | Magyarország |
| #            | Dátum                | Helyszín                  | Hazai         | Eredmény     | Vendég       | Kiírás       | Gólok        | Esemény      |
| ------------ | -------------------- | ------------------------- | ------------- | ------------ | ------------ | ------------ | ------------ | ------------ |
| 1.           | 1924. szeptember 14. | Bécs, Hohe Warte          | Ausztria      | 2 – 1        | Magyarország | barátságos   | -            |              |
| 2.           | 1924. szeptember 21. | Budapest, Üllői úti pálya | Magyarország  | 4 – 1        | Németország  | barátságos   | -            |              |
| 3.           | 1925. október 11.    | Prága, Sparta-pálya       | Csehszlovákia | 2 – 0        | Magyarország | barátságos   | -            |              |
|              | Összesen             |                           |               | 3            | mérkőzés     |              | 0            | gól          |